# George H. Hitchings
George H. Hitchings, född 18 april 1905 i Hoquiam, Washington, död 27 februari 1998 i Chapel Hill, North Carolina, delade 1988 Nobelpriset i fysiologi eller medicin med Gertrude B. Elion för uppfinning av flera läkemedel.